# Tấn Minh
Tấn Minh tên thật là Huỳnh Tấn Minh, (sinh năm 1972 tại Nam Định) là một nam ca sĩ nhạc pop người Việt Nam. Anh được biết đến với các bài hát nổi tiếng như: "Bức thư tình đầu tiên", "Phượng hồng", "Mẹ", "Mối tình đầu", "Tôi ru em ngủ"... Anh được phong tặng danh hiệu Nghệ sĩ Ưu tú và Nghệ sĩ nhân dân.

## Tiểu sử
Sinh ra tại Nam Định, mồ côi bố khi anh mới 15 tuổi, năm 16 tuổi anh lên Hà Nội sau khi dành giải tại cuộc thi Tiếng Hát Sinh Viên, anh thi vào Nhạc viện Hà Nội.

## Sự nghiệp
Anh tốt nghiệp Thanh nhạc với số điểm tuyệt đối và về làm diễn viên Nhà hát ca múa nhạc Thăng Long.
Năm 1998 anh đoạt giải Giọng hát vàng Asian '98.
Vào cuối thập niên 90, anh bắt đầu nổi tiếng với bài hát "Phượng Hồng" trên sóng Truyền hình Việt Nam, nhưng chỉ thực sự thành công với album đầu tay Bức thư tình đầu tiên với sự cố vấn kỹ thuật từ nhạc sĩ Đỗ Bảo.
Năm 2004, anh kết hôn với Nghệ sĩ Chèo Thu Huyền. Trong khoảng thời gian này anh là phó đoàn nhạc nhẹ của Nhà hát ca múa Thăng Long.
Ngày 16 tháng 11 năm 2014, anh tổ chức Live Show riêng đầu tiên kỷ niệm 20 năm ca hát mang tên "Tấn Minh in the spotlight" tại Cung Văn hóa Hữu nghị Việt Xô.
Năm 2015, Tấn Minh trở thành Giám đốc nhà hát Ca Múa Nhạc Thăng Long thay nhạc sĩ Trọng Đài. Trong quá trình điều hành Nhà hát đã giành được HCV cho một số vở diễn, 3 tiết mục đoạt HCV, 3 tiết mục đoạt HCB, giải đạo diễn xuất sắc nhất, nhạc sĩ xuất sắc nhất tại Liên hoan ca múa nhạc chuyên nghiệp toàn quốc đợt 2 năm 2018. Anh là "Chiến sĩ thi đua cấp cơ sở" trong nhiều năm cùng với các Bằng khen, từng là một trong 649 công dân Thủ đô được UBND TP Hà Nội trao danh hiệu "Người tốt việc tốt".
Năm 2023, anh được phong tặng danh hiệu Nghệ sĩ Nhân dân.

## Giải thưởng
- Năm 16 tuổi đoạt giải cao trong cuộc thi Tiếng hát sinh viên.
- Năm 1998 đoạt giải Giọng hát vàng Asian '98.

## Danh sách đĩa nhạc

#### Album phòng thu
- Bức thư tình đầu tiên[4] (2003)
- Bức thư tình thứ ba[8] (2007)
- Những tình khúc Phú Quang[9] (2010)
- Bức thư tình thứ 5 [10] (2011)

#### Album hợp tác
- Ngày đó chúng mình (Tình khúc Phạm Duy) (cùng với Khánh Linh) [11] (2011)

## Vinh danh
- Con đường âm nhạc do VTV thực hiện vào tháng 1 năm 2022

## Đời tư
Tấn Minh có vợ là Nghệ sĩ nhân dân Thu Huyền, hiện là Phó Giám đốc điều hành Nhà hát Chèo Hà Nội. Họ có với nhau 2 con trai.